# Peter Melander
Pour les articles homonymes, voir Melander.
Peter Melander, comte de Holzappel, ne le 17 mai 1585 à Niederhadamar sur la Lahn et mort le 17 mai 1648 à Augsbourg, fut un officier supérieur, commandant en chef des armées conjointes du Saint-Empire romain germanique et de la Ligue catholique de 1647 jusqu'à sa mort sur le champ de bataille.

## Biographie
Peter Melander était fils de paysans. Élevé dans un protestantisme très strict, c'est en 1615 qu'il commença sa carrière militaire, tout d'abord au service des Provinces-Unies puis de la république de Venise.
En 1620, il était commandant en chef d'un régiment suisse à Bâle. Il reçut son premier haut commandement en 1633 lorsqu'il fut nommé lieutenant général et conseiller militaire secret du landgrave Guillaume V de Hesse-Cassel. Le landgrave était allié aux Suédois, si bien que Melander combattit avec ses Hessois contre les troupes impériales. Il leur infligea plusieurs défaites : prise de Hamm le 26 mai 1634 ; le 27 juin, victoire sur les forces de la Ligue catholique emmenées par le général von Bönnighausen qu'il force à se retirer au-delà du Rhin.
Après la mort du landgrave Guillaume, survenue à l'automne 1637, la veuve de celui-ci, la landgravine Amélie-Élisabeth poursuivit la politique d'opposition à la maison de Habsbourg qui avait été celle de son défunt mari. Mais Melander ne voulut pas poursuivre dans cette voie. Il abandonna dans le courant du mois de juillet 1640 son commandement suprême des armées de Hesse et fut alors approché et favorisé par l'empereur qui souhaitait s'attacher ses services. C'est ainsi que le 23 décembre 1641, Melander fut élevé à la dignité de comte d'Empire sous le nom de von Holzappel et qu'enfin lui fut conférée celle de maréchal d'Empire le 15 février 1642.
En 1643, Melander réclama la région de l'Esterau et obtint la petite seigneurie de Holzappel avec permission de l'empereur d'y jouir de l'indépendance territoriale avec le titre de comte de Holzappel relevant directement de l'Empire.
Il ne reprit de service aux armées qu'en 1645 lors de l'attaque de Carl Gustaf Wrangel en Westphalie. Il occupa la ville épiscopale de Paderborn le 30 novembre 1646. Il assura le commandement suprême des armées impériales en remplacement de Matthias Gallas et les dirigea vers la Bohême en juillet 1647. Il y fit sa jonction avec une armée de 10 000 Bavarois commandés par Gronsfeld, mais des désaccords entre les deux généraux les conduisirent à se séparer. Les alliés de Melander retournèrent en direction du Danube (janvier 1648) et ils furent attaqués par les forces coalisées franco-suédoises de Turenne et Wrangel non loin du village de Zusmarshausen. Melander s'était rapproché et se lança dans la bataille ; il fut mortellement blessé de deux coups de fusil. Il mourut de ses blessures à Augsbourg le 17 mai 1648.